# Mary Helen Johnston
Mary Helen Johnston (West Palm Beach, Florida, 1945. szeptember 17. –) amerikai kiképzett űrhajósnő.

## Életpálya
1969-ben a Floridai Állami Egyetemen mérnöki oklevelet szerzett. 1973-ban  University of Florida (Gainesville) keretében doktorált (Ph.D.).
1983. június 5-től a Lyndon B. Johnson Űrközpontban részesült űrhajóskiképzésben. Űrhajós pályafutását 1985. május 6-án fejezte be.

## Tartalék személyzet
STS–51–B, a Challenger űrrepülőgép 7. repülésének küldetésspecialistája. Az Európai Űrügynökség (ESA) Spacelab–3 laboratórium egyik specialistája.